# Creatonotos camula
Creatonotos camula là một loài bướm đêm thuộc phân họ Arctiinae, họ Erebidae.